# شهرداری سودراچیکا
شهرداری سودراچیکا (به لاتین: Municipality of Sodražica) یک منطقهٔ مسکونی در اسلوونی است که در اسلوونی واقع شده‌است. شهرداری سودراچیکا ۴۹٫۵ کیلومتر مربع مساحت و ۲٬۱۶۴ نفر جمعیت دارد.